# Lerone Clarke
Lerone Clarke (* 6. Dezember 1981 in Trelawny Parish) ist ein jamaikanischer Leichtathlet, der sich auf den 100-Meter-Lauf spezialisiert hat.
Bei den Weltmeisterschaften 2005 in Helsinki belegte er gemeinsam mit Dwight Thomas, Ainsley Waugh und Michael Frater den vierten Platz in der 4-mal-100-Meter-Staffel. 2006 und 2008 startete er bei den Hallenweltmeisterschaften im 60-Meter-Lauf, verpasste aber jeweils den Finaleinzug.
Bei den Weltmeisterschaften 2009 in Berlin war er Mitglied der jamaikanischen 4-mal-100-Meter-Staffel, die den Titel gewann. Clarke selbst kam jedoch nur in der Qualifikationsrunde zum Einsatz. Im Finale wurden er und Dwight Thomas durch Usain Bolt und Asafa Powell ersetzt. Eine Woche nach den Weltmeisterschaften lief Clarke beim Leichtathletik-Meeting Weltklasse Zürich die 100 Meter mit 9,99 s zum ersten Mal in seiner Karriere unter zehn Sekunden.
2010 siegte Clarke bei den Commonwealth Games in Neu-Delhi über 100 Meter und gewann in der 4-mal-100-Meter-Staffel die Silbermedaille. Im folgenden Jahr sicherte er sich bei den Panamerikanischen Spielen in Guadalajara den Titel im 100-Meter-Lauf.
Beim Hallenmeeting in Birmingham gewann er am 18. Februar 2012 über die 60 Meter in 6,47 s vor Nesta Carter und Asafa Powell und stellte damit einen neuen jamaikanischen Rekord auf. Vier Tage zuvor hatte er außerdem über die 50 Meter eine neue Weltjahresbestleistung aufgestellt, in Liévin lief 5,63 s und war damit eine Hundertstelsekunde schneller als Asafa Powell im Januar. Bei den Hallenweltmeisterschaften in Istanbul konnte er jedoch nicht an seine guten Leistungen anknüpfen und schied mit 7,04 s in den Vorläufen aus.

## Bestleistungen
- 100 m: 9,99 s, 28. August 2009, Zürich
- 60 m (Halle): 6,47 s, 18. Februar 2012, Birmingham
- 50 m (Halle): 5,63 s, 14. Februar 2012, Liévin